# Bad (албум)
„Bad“ је седми студијски албум америчког извођача Мајкла Џексона. Издат је 31. августа 1987. године од стране Епик и Си-Би-Ес рекордса, скоро пет година након Џексоновог претходног студијског албума, „Thriller“. „Bad“ је продат у преко тридесет милиона копија широм света и од тога у осам милиона у Сједињеним Америчким Државама. Тренутно је једини албум са којег је издато пет узастопних синглова који су се нашли на врху музичке лествице „Билборд хот 100“. Слично као и певачев претходни музички материјал, колекција садржи ритам и блуз, поп и рок песме.
Теме текстова песама су параноја, романса и важне животне одлуке. „Bad“ је снимљен 1987. године. Често се сматра „зацементивачем“ Џексоновог статуса као једног од најуспешнијих извођача током 1980-их широм света, подижући његову каријеру соло извођача и бивајући један од његових најбољих музичких пројеката. Упркос успеху овог издања, наводи се као комерцијални неуспех у поређењу са претходним албумом.
Десет, од укупно једанаест песама, издато је као сингл; од којих је један био промотивни сингл а други је објављен изван Северне Америке. Првих пет синглова се нашло на врху топ-листе „Билборд хот 100“. Шести се пласирао међу десет најбољих а седми међу двадесет. Два сингла која су издата ван Сједињених Држава и Канаде, били су комерцијално успешни, налазећи се међу двадесет најбољих на многим територијама. „Bad“ се налазио на врху седам земаља као и међу двадесет најбољих у осталим. 
Џексон је при стварању овог пројекта имао више стваралачке слободе него што је имао на своја два претходна издања. Композитор је девет од укупно једанаест песама и потписан је као продуцент. Албум је наставио певачев комерцијални успех током 1980-их и зарадио му је шест Греми номинација од којих је освојио две. Осим комерцијално, издање је било критички успешно и позитивно оцењено од стране савремених критичара. Албум је постављен на 43. месту „100 најбољих албума свих времена МТВ генерације“ 2009. године од стране Ве-Ха-1 телевизије. Заузезо је 202. позицију листе „500 најбољих албума свих времена“ магазина „Ролинг стоун“. „Bad“ је означио последњу сарадњу Џексона и продуцента Квинсија Џонса.

## Позадина и продукција
Џексон и његова браћа као чланови бенда Џексон 5 доста дуго нису имали права да стварају музику и није им било дозвољено да пишу песме за било који свој пројекат. Када је Џексон започео соло каријеру, док је још увек био члан групе, добио је више стваралачке слободе при раду на албумима „Off the Wall“ (1979) и „Thriller“ (1982); оба су била комерцијално успешна. За албум „Bad“ је добио још више „простора“ да ствара. Поменути албум, „Off the Wall“, био је критички успешан бивајући генерално позитивно оцењен. Продат у око 20 милиона копија широм света, био је и комерцијално успешан. Џексонов следећи албум, „Thriller“, као и „Off the Wall“, био је критички и комерцијално успешан. Продат је у око 110 милиона копија широм света што га чини најпродаванијим албумом свих времена.
„“ је први Џексонов студијски албум након што је оставио Џексон 5 и након скоро пет године. Ово издање је трећа и последња сарадња између певача и Квинсија Џонса. Њих двојица били су продуценти. Џексон је почео са снимањем материјала пар месеци након турнеје 1984. са својом браћом. Снимање се одвијало од 5. јануара 1987. до 9. јула 1987. Џексон је написао 60 песама за нови албум и снимио 30 желећи их све уврстити на сету од три диска. Џонс је предложио да та листа буде скраћена на десет. Када је албум изашао на компакт-диск формату, додатна песма „Leave Me Alone“ је прикључена и касније издата као сингл. Џексон је написао 9 од укупно 11 песама са албума. Остали текстописци су били Тери Бритен, Грахам Лајл, Саида Герет и Глен Балар.

## Композиција
„“ је првобитно замишљена као дует Џексона и Принца. Други извођачи чија учешђа су била планирана на овом пројекту били су Витни Хјустон, Арета Френклин и Барбра Стрејсенд. Међутим, сви су отказали. Једини гост био је Стиви Вондер. Текстови песама баве се темама као што су романса и параноја; параноја је била честа тема у Џексоновим песмама и раније. Стивен Томас Ерлвајн сматра да је албум учинио Џексона савременијим, са још више хард рока и денса, есецијално водећи порције „Thriller“-а у крајност.
О поменутој песми „Bad“, Мајкл Џексон је писао у својој аутобиографији „Moon Walk“ где је навео да је тема улица. Ради се о дечаку из лошег краја који иде у приватну школу, а затим, када се враћа кући, остала деца га задиркују. Тада дечак пева да је лош и да су остали такође лоши, али да је питање ко је најбољи. Певач наводи поенту да када си јак и добар онда си лош. „The Way You Make Me Feel“ и „Liberian Girl“ говоре о певачевој заљубљености, док „Speed Demon“ је о брзој вожњи. 
„Man in the Mirror“ и „Another Part of Me“ позивају све људе на уједињење истичући љубав као оружје у решавању свих препрека. „I Just Can't Stop Loving You“, дует Џексона и Саиде Герет, традиционална је љубавна балада. Концепт превареног љубавника се може видети у песми „Dirty Diana“. „Smooth Criminal“ говори о крвавом убиству жене имена Ени. Песмом „Leave Me Alone“, Џексон апелује на све медије да не измишљају приче, да га не приказују у негативном контексту као и да му не нарушавају приватност.

## Списак песама
Све песме је писао и компоновао Мајкл Џексон осим где је означено.